# Vladimir Gruzdev
Vladimir Sergeevič Gruzdev (in russo Владимир Сергеевич Гру́здев?; Bolševo, 6 febbraio 1967) è un politico e imprenditore russo. Deputato della Duma della città di Mosca (2001-2003), della Duma di stato (2003-2011) e del governatore dell'oblast' di Tula (2011-2016). Dal 2007 ricopre la carica di Presidente dell'Associazione dei Giovani Imprenditori della Russia, mentre dal dicembre 2016 è Presidente del Consiglio dell'Associazione degli Avvocati della Russia.

## Istruzione e servizio militare
Nacque il 6 febbraio 1967 a Bolševo nell’Oblast' di Mosca.
Nel 1984 si è laureato presso la Scuola militare Suvorov di Mosca entrando nell'Istituto militare del Ministero della Difesa dell'URSS. Parla spagnolo, portoghese e inglese. Come cadetto, Gruzdev fu distaccato come traduttore in Angola e Mozambico.
Nel 1991, dopo aver conseguito un diploma con lode, fu inviato al Servizio di intelligence estera della Federazione Russa, divenendo il successore della Prima Direzione Principale del KGB sovietico. Tuttavia, nel servizio Gruzdev trascorse solo due anni: il periodo coincideva con il crollo dell'URSS. Nel 1993, all'età di 26 anni, Gruzdev prese la decisione di lasciare l'SVR e mettersi in proprio.
Successivamente, nel 2000, ha conseguito una seconda laurea presso la Facoltà di Giurisprudenza dell'Università Statale di Mosca, e nel 2003, ha difeso la sua tesi presso l'Università di Mosca del Ministero degli affari interni sul tema "Lo status giuridico dei dipendenti pubblici della Federazione Russa e il quadro organizzativo e legale per il funzionamento del sistema di formazione, riqualificazione e formazione avanzata".

## Attività commerciali
Nel 1993, dopo il suo licenziamento dal servizio, Gruzdev, su invito del suo compagno di scuola, venne a lavorare nel gruppo di compagnie "Olbi". Nello stesso anno attrasse i co-fondatori fondando la catena di negozi di alimentari "Settimo Continente", il cui primo aprì alla fine del 1993. 
Tra il 1994 ed il 1996, fu amministratore delegato della catena di negozi di alimenti Settimo Continente, mentre tra il 1996 e il 1997 fu primo vice presidente del consiglio di amministrazione. Nel 1997 ha assunto la cattedra.
Inizialmente, tutti i co-fondatori della società avevano quote uguali del 12,5%, ma Gruzdev e Aleksandr Zanadvorov, presidente del consiglio di amministrazione della Sobinbank, divennero gradualmente comproprietari della società. Verso la metà degli anni 2000, Gruzdev e Zanadvorov possedevano metà del "Settimo Continente" attraverso azioni nelle sue strutture. 
Tra il 2008 e il 2010, il fondo della famiglia Gruzdev, rappresentato da sua moglie Olga, e da sua madre, Nelli Gruzdev, acquistarono circa il 20% del "Settimo Continente". Nell'ottobre 2010, Zanadvorov ha acquistato l'intero pacchetto che apparteneva al fondo della famiglia Gruzdev, pagandolo circa $ 400 milioni.
Nel 2002 venne fondata la società Modny Continent, società nella quale confluirono i negozi di abbigliamento multi- e monomarca del "7th Element", "007", "7th Floor" e di altri che facevano parte della struttura del "Settimo Continente". La quota di Gruzdev della nuova società istruita era del 28%. Il primo negozio Incity venne inaugurato nella primavera del 2005 a Ochotny Rjad. 
Nel 2007, Modny Continent ha acquisito un investitore rappresentato dal fondo United Capital Partners. Come risultato di diverse transazioni, un certo numero di co-fondatori della società si ritirò dal capitale, United Capital Partners ricevette il 25% , mentre il fondo della famiglia Gruzdev, con il 61%, divenne il principale azionista di Modny Continent.

## Attività politica
Nel 1995, Gruzdev corse per la prima volta per la Duma di Stato nel corso della seconda legislatura nel distretto elettorale n° 203 di Čerëmuškinskij. L'imprenditore perse sia queste elezioni sia le successive del 1999 alla terza legislatura. Nel 2001 si presentò alla Duma della città di Mosca alla terza legislatura del 27º collegio elettorale, che comprendeva Butovo Nord, Butovo Sud e Jasenevo.
Come deputato della Duma della città di Mosca, era a responsabile del gruppo di lavoro sulla politica del personale dei tribunali di Mosca, membro della commissione per il bilancio e la finanza, della commissione per gli affari, della commissione per l'istruzione e del comitato congiunto del governo della città di Mosca e del governo di Mosca. 
Nella Duma di stato alla quarta legislatura, Gruzdev si unì al partito Russia Unita, lavorando come vice presidente della commissione sulla legislazione civile, penale, arbitrale e procedurale, e come membro della commissione per la pratica della legislazione elettorale.
Nella Duma della quinta legislatura, ha continuato a lavorare nella commissione per le leggi civili, penali, arbitrali e costituzionali.
29 luglio 2011, nominato Governatore in carica dell'oblast' di Tula. L'11 agosto 2011, il presidente russo Dmitrij Medvedev ha presentato la candidatura di Vladimir Gruzdev per l'esame della Duma regionale di Tula per conferirgli i poteri di governatore.
Il 18 agosto 2011, nel Cremlino di Tula, si è svolta la cerimonia ufficiale di conferimento a governatore di Vladimir Gruzdev come governatore della regione di Tula, dimettendosi dalla carica il 2 febbraio 2016, per motivi famigliari.  

## Attività sociali
Nell'estate del 2007, prese parte ad una spedizione polare a bordo della nave scientifica Akademik Fedorov, durante la quale il 2 agosto 2007, come parte dell'equipaggio della capsula Mir-1 pilotata dall'oceanologo Anatolij Sagalevič Gruzdev, si è immersa al Polo Nord, fino alla profondità di 4261 metri di profondità.
Gruzdev è membro dell'Associazione degli avvocati russi (AYUR). Dal 2009 è Vice Presidente del Consiglio di Amministrazione e nel dicembre 2016 è stato eletto Presidente del Consiglio. Nell'aprile 2017 , in qualità di presidente dell'AJuR, è entrato a far parte della commissione governativa per le attività legislative, mentre nel maggio 2017 è diventato co-presidente del Centro per le procedure pubbliche contro la corruzione, istituito nel 2011 per ordine del governo russo con la partecipazione dell'organizzazione pubblica Business Russia. Con la partecipazione di Gruzdev, è stata adottata una nuova versione del progetto di legge sul cambiamento della procedura per la registrazione del tempo delle indagini preliminari nel periodo di punizione, adottata dalla Duma di Stato in prima lettura nel giugno 2018.

## Beneficenza
Gruzdev è anche membro del collegio dei sindaci della Scuola militare Suvorov di Mosca, MGIMO, della fondazione di beneficenza "Pubblico Istituto di strategia Sociale e Tattica" presso l'Università statale di Mosca e della fondazione di beneficenza "Cruiser Varyag". Collabora strettamente con le società militari-storiche russe, è membro del consiglio di amministrazione dell'organizzazione, e durante gli anni di leadership della regione di Tula è stato a capo del consiglio di amministrazione della sua succursale regionale. 
Nel 2016-2017, Gruzdev ha sostenuto finanziariamente la ricostruzione del monumento al granduca Sergej Aleksandrovič sul territorio del Cremlino di Mosca, guidato dalla Fondazione per la promozione della rinascita delle tradizioni di carità "Elisavetinsko-Sergevskij Educational Society" per conto di Vladimir Putin. Il monumento è stato inaugurato a maggio 2017.

## Vita personale

### Famiglia
- Padre Sergej Gruzdev - soldato professionista, madre Nelli Gruzdeva è insegnante di chimica e biologia nella scuola secondaria.[11][12]
- Coniuge - Olga Gruzdeva (sposata dal 1994)[13][14]
- Quattro figli: figlie Arina e Marija, figli Grigorij e Leonid.[15])

## Ricompensa, incoraggiamento
- Ordine al merito per la Patria di III Classe (9 gennaio 2008) — per il coraggio dimostrato in condizioni estreme della spedizione in acque profonde all'estrema latitudine dell’Artico.[16]
- Ordine al merito per la Patria di IV Classe (2 febbraio 2013) — per i tanti anni di lavoro diligente e per l’attiva beneficenza.[17]
- Ordine di Aleksandr Nevskij (9 gennaio 2017)[18][19]
- Medaglia dell'ordine al merito per la Patria di II Classe (21 marzo 2007) — per i meriti nel rafforzamento dello stato di diritto e nella tutela dei diritti e degli interessi legittimi dei cittadini e per i tanti anni di lavoro diligente.[18][19]
- Medaglia per merito in battaglia (1989)[18][19]
- Distintivo del Soldato Internazionalista
- Medaglia al merito del Servizio federale per gli ufficiali giudiziari (22 ottobre 2013)[20]